# Centro Nacional de los Republicanos Sociales
El Centro Nacional de los Republicanos Sociales (en francés: Centre national des républicains sociaux, CNRS) fue un partido político gaullista y conservador francés fundado en 1955. Su presidente era Jacques Chaban-Delmas. 
Obtuvieron un bajo porcentaje en las elecciones legislativas francesas del 2 de enero de 1956 (840 000 votos, alrededor del 4% con 21 diputados).
Formaron parte del Frente Republicano con la SFIO de Guy Mollet, los Radicales de Pierre Mendès France y la UDSR de François Mitterrand, pero muchos de ellos también se unieron a la mayoría derechista saliente dominada por el MRP y el CNIP.
Los republicanos sociales son los continuadores de URAS y los predecesores de la UNR.
Dejó de existir en 1958 y se rebautizó con el nombre de Unión para la Nueva República.
- Datos: Q2239200